# Алконост (издательство)
«Алконост» — частное книжное издательство, действовавшее в Петрограде в 1918−1923 годах.

## История
Основано С. М. Алянским для издания произведений писателей-символистов. Вокруг издательства объединились крупнейшие представители русского символизма, угадавшие наступление трагических для России дней. По-видимому, поэтому издательству было дано название по имени мифической птицы светлой грусти Алконост.
Издательство размещалось на Колокольной улице,1. В «Алконосте» не было отдельного штата сотрудников — руководителем, организатором и единственным техническим работником был сам Алянский, идейным вдохновителем и редактором — А. А. Блок. Издательство частично субсидировалось Наркомпросом.
Первой книгой издательства стала поэма Блока «Соловьиный сад», до 1918 года не выходившая отдельно. Всего за время своей деятельности «Алконост» выпустил в общей сложности 58 книг, включая почти все послереволюционные произведения А. А. Блока (в том числе 1-е отдельное издание поэмы «Двенадцать» с иллюстрациями Ю. П. Анненкова, которому принадлежала и издательская марка «Алконост»), книги Андрея Белого, Вяч. И. Иванова, К. Эрберга, А. М. Ремизова, А. А. Ахматовой, Р. В. Иванова-Разумника, альманахи «Записки мечтателей» (вып. 1-6, 1919-22) и «Серапионовы братья» (1922). Издавалась и переводная литература — произведения В. Гюго, К. Мейера (в переводе матери Блока А. А. Кублицкой-Пиоттух).
Благодаря сотрудничеству с рядом известных петербургских художников-иллюстраторов — А. Я. Головиным, В. Д. Замирайло, Н. Н. Купреяновым, А. Н. Лео и другими книги, выходившие в издательстве «Алконост», отличались оригинальным оформлением. Тиражи издаваемых книг были очень малы: так, существует лишь 333 нумерованных экземпляра «Заветных сказов» А.Ремизова. В силу указанных обстоятельств книги издательства стали уникальными библиографическими редкостями.
В 1922 году выпуск ряда книг был перенесён в Германию, а в 1923 году издательство прекратило своё существование.